# The Communards
The Communards var en brittisk popduo som bildades 1985 av den tidigare Bronski Beat-sångaren Jimmy Somerville och Richard Coles. Medlemmarna var öppet homosexuella. 
Gruppen släppte sin första singel 1985. Singeln hette "You Are My World". Singeln tog sig till plats 30 på UK Singles Chart. Gruppens stora genombrott kom 1986 med covern på Harold Melvin & the blue notes låt "Don't Leave Me This Way". The Communards version var inspirerad av Thelma Houstons cover. Låten blev en hit världen över. Låten låg bland annat etta i Storbritannien, Nederländerna och på Billboard Hot Dance Club Play i USA, tvåa i Schweiz, femma i Tyskland, sexa i Frankrike, nitton i Österrike och fyrtio på Billboard Hot 100 i USA. Singeln blev den bäst säljande singeln i Storbritannien 1986. Nästa singel "So cold the night" blev också en hit men blev inte lika stor. Låten tog sig till åttonde plats i Storbritannien. Låten låg sämre till på de flesta andra listorna. Nästa singel blev en remix av deras första singel "You Are My World". Remixen tog sig till tjugoförsta plats i Storbritannien. Nästa singel blev Tomorrow som tog sig till tjugotredje plats i Storbritannien. 1987 släppte de sin cover på Jackson 5 låten "Never Can Say Goodbye". Covern var inspirerad av Gloria Gaynors version. Det blev en Topp 10 hit i Storbritannien. Den tog sig till fjärde plats. Låten blev även en framgång på Billboard hot dance club play i USA där den låg tvåa. Efter "Never Can Say Goodbye" släpptes två till singlar, "For a Friend" och "There's More to Love Than Boy Meets Girl". Ingen av låtarna blev en särskilt stor hit och gruppen upplöstes 1988.

## Diskografi (i urval)
Studioalbum
- The Communards (1986)
- Red (1987)

Livealbum
- Live In Italy (1986)
- Storm Paris (1988)

Samlingsalbum
- The Very Best of Jimmy Somerville, Bronski Beat and The Communards (2001)
- The Platinum Collection (2006)
- For a Friend: The Best of Bronski Beat, The Communards & Jimmy Somerville (2009)
- The Collection (2012)

Singlar/EPs
- "You Are My World" / "Breadline Britain" (1985)
- "So Cold The Night" / "When The Walls Come Tumbling Down" (1986)
- "Disenchanted" / "Johnny Verso" (1986)
- "Don't Leave Me This Way" / "Sanctified"  (1986) (med Sarah Jane Morris)
- "Tomorrow" / "I Just Want To Let You Know" (1987)
- "Never Can Say Goodbye" / "'77 The Great Escape" (1987)
- "You Are My World" / "Judgement Day" (1987)
- "There's More To Love" / "Zing Went The Strings Of My Heart" (1988)
- "For A Friend" / "Victims" (live) (1988)
- Storm Paris (1988) (3 x EP)
- "T.M.T.L.T.B.M.G." / "Don't Leave Me This Way (live)" (1988)